# Blackwood Creek
Blackwood Creek war eine aus Littleton (Colorado) stammende US-amerikanische Hard- und Bluesrock-Band. Die Band wurde von Peter Fletcher sowie Paul, Nate und Kip Winger gegründet.

## Geschichte
Die Gruppe wurde bereits 1969 als Schülerband gegründet und bestand aus Kip Winger und seinen Brüdern Paul und Nate (Schlagzeug), sowie dem Gitarristen Peter Fletcher. Musikalische Vorbilder waren Grand Funk Railroad und die James Gang. Die Band spielte auf Schulparties, später auch in Nachtclubs, und bot dabei überwiegend Coverversionen von Liedern bekannter Bands wie Grand Funk Railroad, Black Sabbath, Lynyrd Skynyrd, Led Zeppelin, aber auch eigenes Material. Sie löste sich 1980 auf, als Nate Winger nach Los Angeles zog, um zukünftig als Sessionmusiker zu arbeiten. Peter Fletcher schloss sich Pigmy Love Circus an, Kip Winger wurde zunächst Bassist für Alice Cooper und gründete später mit Reb Beach seine eigene Band Winger.
2009 fand Blackwood Creek ohne Paul Winger wieder zusammen, um für Frontiers Records ein Album (Blackwood Creek) aufzunehmen, das eine Mischung „zwischen modernem Hardrock und alten Bluesrock-Vorlieben“ bot, kommerziell jedoch erfolglos war. Die Gruppe spielte 2010 ein Konzert in Eck’s Saloon in Denver.
Nate Winger starb im August 2019, das einzige Album der Gruppe wurde am 18. Oktober 2019 über verschiedene Online-Musikdienste wiederveröffentlicht.

## Diskografie
- 2009: Blackwood Creek (Album)